# Hertugdømmet Sachsen-Altenburg
Sachsen-Altburg var et hertugdømme og en forbundsstat i det Tyske Kejserrige beliggende i det nuværende Thüringen. Sachsen-Altburg eksisterede i to omgange: 1603-1672 og 1826-1918.
- Wikimedia Commons har flere filer relateret til Hertugdømmet Sachsen-Altenburg

50°59′06″N 12°26′00″Ø / 50.985°N 12.433333°Ø